# Гізівщина
Гізі́вщина — село в Україні, у Любарській селищній територіальній громаді Житомирського району Житомирської області. Чисельність населення становить 319 осіб (2001). У 1923—2017 роках — адміністративний центр колишньої однойменної сільської ради.

## Загальна інформація
Село розташоване біля річки Осира, за 14 км західніше Любара та за 39 км від найближчої залізничної станції Печанівка, поблизу автодороги Любар—Гриців.

## Населення
За довідником 1885 року в селі мешкало 434 особи, налічувалося 64 дворових господарства, у 1887 році — 534 мешканці, дворів — 97.
Відповідно до результатів перепису населення Російської імперії 1897 року, загальна кількість мешканців становила 752 особи, з них: православних — 687, чоловіків — 377, жінок — 375.
У 1906 році в селі проживало 950 мешканців, дворів — 158, у 1923 році — 930 мешканців, дворів — 172.
Відповідно до перепису населення СРСР 17 грудня 1926 року, чисельність населення становила 946 осіб, з них 462 чоловіки та 484 жінки; за національністю: українців — 884, євреїв — 5, поляків — 57. Кількість господарств — 206, з них несільського типу — 3.
На початок 1970-х років село мало 172 двори із населенням 595 осіб.
Відповідно до результатів перепису населення СРСР, кількість населення станом на 12 січня 1989 року становила 366 осіб. Станом на 5 грудня 2001 року, відповідно до перепису населення України, кількість мешканців села становила 319 осіб.

### Мова
Розподіл населення за рідною мовою за даними перепису 2001 року:
| Мова       | Кількість | Відсоток |
| ---------- | --------- | -------- |
| українська | 315       | 98.75 %  |
| російська  | 4         | 1.25 %   |
| Усього     | 319       | 100 %    |

## Історія
Поблизу села виявлено поселення трипільської та черняхівської культур. Засноване у 1676 році.
У другій половині 19 століття — село Деревицької волості Новоград-Волинського повіту, над річкою Осира, притокою Случі. Входило до католицької парафії в Любарі, була мурована церква. В селі розміщувалася волосна управа. Належало Конопацьким, чисельність селян становила 196 осіб. Земель селянських 625 десятин, двірських — 338 десятин. У 1867 році було тут 70 дворів.
За довідником 1885 року — колишнє поміщицьке село Деревицької волості Новоград-Волинського повіту Волинської губернії. Були церковна парафія, заїзд, водяний млин.
Наприкінці 19 століття — село Деревицької волості Новоград-Волинського повіту Волинської губернії. Лежало за 100 верст від Житомира, за 100 верст від Новограда-Волинського, за 25 верст від найближчої залізничної станції Полонне, за 10 верст від найближчої поштової станції в Любарі, за 5 верст від волосного центру с. Деревичі. Дерев'яну, покриту бляхою, церкву на кам'яному підмурівку з дерев'яною дзвіницею збудовано у 1848 році, невідомо за чиї кошти. У 1868 році за кошти вірян відновлено та позолочено іконостас. Копії метричних книг зберігалися з 1797 року. Землі при церкві 48 десятин. На цю землю була ерекція, видана 15 червня 1747 року князем Антонієм Любомирським. За цим проєктом до церковних земель були долучені селянські землі, що примикали із західного боку. Цим займом, а також порожнім ставом, церква фактично не володіла. З 1851 року в селі діяла церковно-парафіяльна школа. Дворів 147, вірян 1 192 обох статей, розкольників — 2 особи чоловічої статі. Церковна парафія належала до 2-го благочинного округу Новоград-Волинського повіту. До парафії належали села Дідківці, Житинці та хутір Гізівщинський. Сусідні парафії: Вишнопіль (5 верст), Деревичі (6 верст). Католицька парафія — Любар. Власність Марії Конопацької (575 десятин), Шанявського та Попадопуло.
У 1906 році — село Деревицької волості (5-го стану) Новоград-Волинського повіту Волинської губернії. Відстань до повітового центру, м. Новоград-Волинський, становила 80 верст, до волосного центру с. Деревичі — 6 верст. Поштове відділення — Любар.
У березні 1921 року, в складі волості, передане до новоутвореного Полонського повіту Волинської губернії. У 1923 році включене до складу новоствореної Гізівщинської сільської ради, яка 7 березня 1923 року увійшла до складу новоутвореного Полонського району Шепетівської округи; адміністративний центр ради. Розміщувалося за 25 верст від районного центру міст. Полонне. 21 серпня 1924 року, в складі сільської ради, передане до Любарського району Житомирської округи. 17 червня 1925 року Любарський район передано до складу Бердичівської округи. Відстань до районного центру, міст. Любар — 10 верст, до окружного центру в Бердичеві — 75 верст, до найближчої залізничної станції Миропіль — 18 верст.
На фронтах Другої світової війни воювали 97 селян, 52 з них нагороджені орденами й медалями, 48 загинули. На їх честь у 1954 році встановлено два обеліски Слави.
В радянські часи в селі розміщувалася центральна садиба колгоспу, який обробляв 2 937 га земель, в тому числі 2 693 га — рілля. Господарство спеціалізувалося на птахівництві. 20 колгоспників нагороджені орденами й медалями СРСР. У селі були восьмирічна школа, клуб, бібліотека, медичний пункт, відділення зв'язку, магазин.
10 березня 2017 року включене до складу новоутвореної Любарської сільської територіальної громади Любарського району Житомирської області. Від 19 липня 2020 року, разом з громадою, в складі новоутвореного Житомирського району Житомирської області.